# Philodromus cinereus
Philodromus cinereus är en spindelart som beskrevs av O. Pickard-Cambridge 1876. Philodromus cinereus ingår i släktet Philodromus och familjen snabblöparspindlar.
Artens utbredningsområde är Egypten. Inga underarter finns listade i Catalogue of Life.